# Stilfs
Stilfs (italià Stelvio) és un municipi italià, dins de la província autònoma de Tirol del Sud. És un dels municipis del districte i de Vinschgau. L'any 2007 tenia 1.266 habitants. Limita amb els municipis de Bormio (SO), Laas, Martell, Müstair (Grisons), Prad am Stilfserjoch, Santa Maria Val Müstair (Grisons), Taufers im Münstertal i Valfurva (SO).

## Situació lingüística
| Pertinença lingüística (cens 2001) | 97,66% alemany |
| Pertinença lingüística (cens 2001) | 2,26% italià   |
| Pertinença lingüística (cens 2001) | 0,08% ladí     |

## Administració

Territori comunal

| Període | Identitat   | Partit |
| ------- | ----------- | ------ |
| 2004-   | Josef Hofer | SVP    |